# Der Detektiv des Kaisers
Der Detektiv des Kaisers ist ein später deutscher Stummfilm aus dem Spionagemilieu von 1930. Unter der Regie von Carl Boese spielt Otto Gebühr die Titelrolle. Seine Partnerin und Gegenspielerin als argentinische Doppelagentin ist Olga Tschechowa. Die Geschichte basiert angeblich auf Tatsachen-Erinnerungen, die der einstige Leiter des geheimen kaiserlichen Sicherheitsdienstes, Gustav Steinhauer, unter dem Titel Der Meisterspion des Kaisers noch 1930 publizierte.

## Handlung
Deutschland kurz vor dem Ersten Weltkrieg. Kaiser Wilhelm II. ist ein kleines Malheur passiert: Ein Diener hat etwas Soße auf seine Hose gekleckert! So kann der Monarch natürlich nicht unter die Leute gehen. Der servile Kriminalbeamte Gustav Hauer kann da rasch aushelfen, denn seine Frau hat ihm soeben einen neuen Anzug zugesandt, der auch seiner Majestät vorzüglich passt. Dies ist der Beginn einer steilen Karriere des kleinen Beamten, der das Vertrauen des Herrschers erlangt. Als erstes rückt er in die Leibgarde Seiner Majestät auf. Als der Krieg ausbricht, wird Hauer damit beauftragt, die verführerische Argentinierin Olga zu beschützen, da diese für das Reich als Spionin tätig werden soll. Ihr Gegenspieler ist ein gewisser Hallström aus dem eigentlich neutralen Schweden. 
Gustav Hauer wird mit einem üppigen Spesenkonto ausgestattet, sodass er als Detektiv des Kaisers Olga überall hin folgen kann. Als Tarnidentität wählt Hauer den niederländischen klingenden Namen Baron Jan van Leuwarden. Bald ist Hauers Herz für die feurige Südländerin entbrannt. Doch die spielt kein anständiges Spiel mit ihm, sondern ist ganz offensichtlich eine Doppelagentin, die auch für Deutschlands Feinde im Einsatz ist. Patriot Hauer weiß sie zu überführen und liefert sie der Gerechtigkeit aus. Auch ihren Komplizen, einen Regierungsrat, der als Leiter der politischen Polizei seinen Dienst verrichtet, kann der Detektiv des Kaisers überführen. Seine Arbeit im Sinne seiner Majestät erledigt, bitte Gustav Hauer schließlich um die Entbindung von seinen Aufgaben, um zum etwas gemächlicheren Alltag an der Seite seiner Frau zurückkehren zu können.

## Produktionsnotizen
Gedreht im März 1930, passierte der Film die Zensur bereits am 2. April desselben Jahres. Der Detektiv des Kaisers wurde am 23. April 1930 in Berlins Atrium-Kino uraufgeführt. Der Siebenakter besaß eine Länge von 2470 Metern und wurde mit Jugendverbot belegt. In Österreich lief der Film im darauf folgenden Monat unter dem leicht veränderten Titel Der Detektiv des Kaisers Wilhelm II. an.
Franz Schroedter gestaltete die Filmbauten.

## Kritiken
Österreichs Volksfreund schrieb: “Neben dem spannenden Inhalt interessiert besonders das Aufgebot der Mittel in der Spionage und Gegenspionage. In packenden, oft satyrischen Szenen bewährt sich eine auserlesene Künstlerschar”.
In der Salzburger Chronik war zu lesen: “Die spannende Handlung wird im Eindruck noch verstärkt durch den Einblick in die Mittel der Spionage, die lebenswahre Wiedergabe des Byzantinismus vor und der Leiden während des Krieges, ausgeschmückt mit packenden, satirischen Szenen”.
Das Kleine Blatt lobte vor allem Gebührs darstellerische Leistung, die er ganz „ohne Pose und Pathos“ abliefere, „eine ausgezeichnete Leistung“. Weiters heißt es: „Die Regie des Films führt Karl [sic!] Boese sehr gewandt; er versteht es, durch charakteristische Einzelheiten die Atmosphäre der Kriegszeit im Hinterland gut wiederzugeben.“
Das Grazer Tagblatt urteilte zu den schauspielerischen Leistungen: “Otto Gebühr in der Hauptrolle weiß den Detektiv menschlich ungemein nahe zu bringen., Olga Tschechowa der Spionin reichen Reiz zu geben.”